# نسبة الإعالة

نسبة الإعالة العمرية بحلول 2017

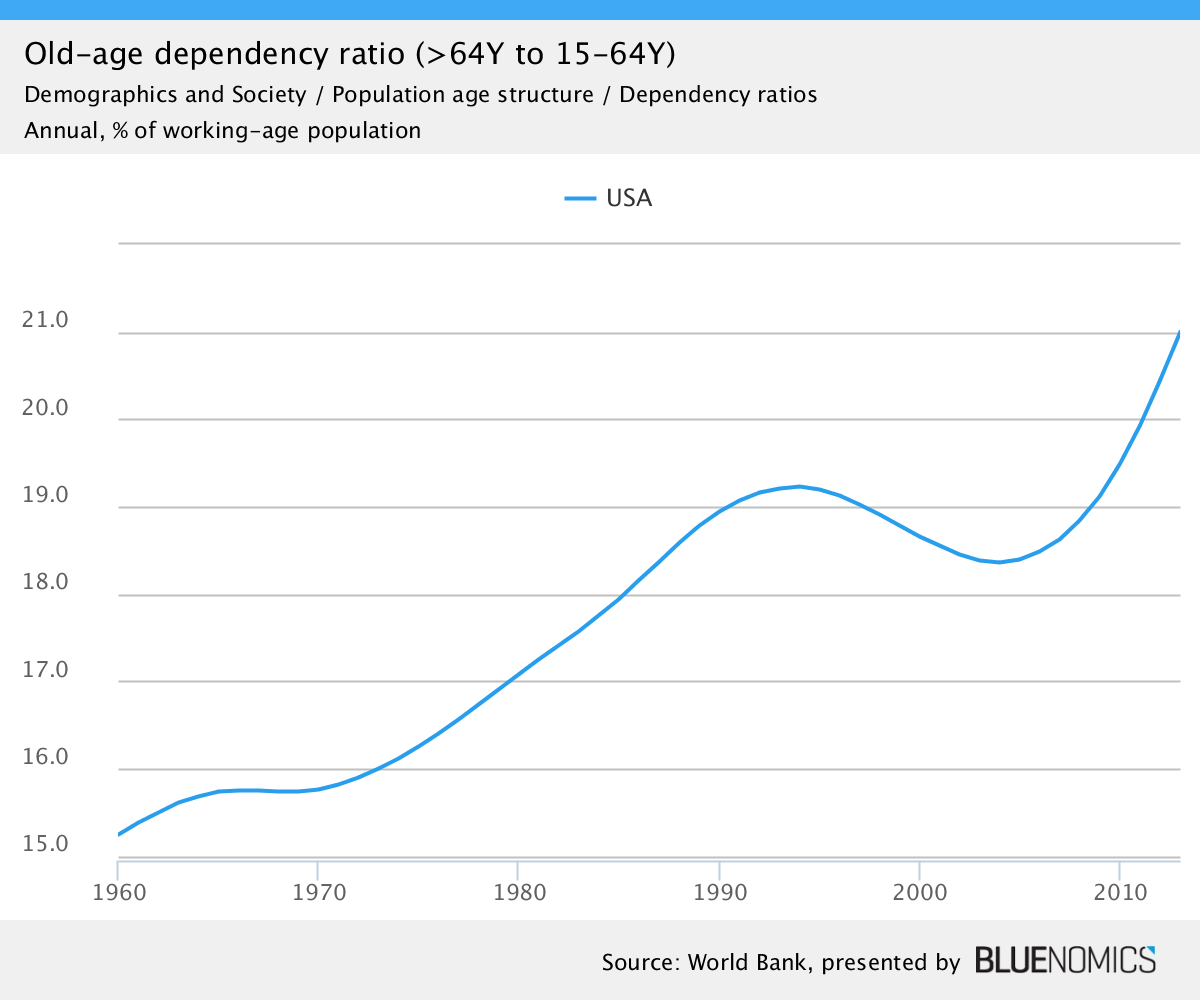
يصور هذا الرسم البياني نسبة إعالة المسنين في الولايات المتحدة

نسبة الإعالة هي متوسط عدد الأشخاص الذين يتوجب إعالتهم داخل كل أسرة بالمقارنة مع عدد 
السكان النشيطين.